# Ballantruan
Ballantruan ist ein Bauernhaus nahe der schottischen Ortschaft Tomintoul in der Council Area Moray. 1972 wurde das Bauwerk in die schottischen Denkmallisten in der höchsten Denkmalkategorie A aufgenommen.

## Beschreibung
Das Bauernhaus steht in einer dünnbesiedelten Region Morays rund sieben Kilometer nordwestlich der Ortschaft Tomintoul unweit des rechten Ufer des Avon. Direkt nördlich grenzt die Whiskybrennerei Tomintoul an. Anhand architektonischer Details lässt sich der Bauzeitraum von Ballantruan auf das mittlere 18. Jahrhundert eingrenzen.
Die südostexponierte Hauptfassade des zweigeschossigen Bauernhauses ist drei Achsen weit. Sein Mauerwerk besteht aus Bruchstein, der mit Harl verputzt ist. Mittig befindet sich das hölzerne, zweiflüglige Eingangsportal. Während im Erdgeschoss zwölfteilige Sprossenfenster eingesetzt sind, wurden im Obergeschoss kleinere, neunteilige Sprossenfenster verbaut. Rückwärtig ist das zentrale Fenster, das sich im Treppenhaus befindet, kleiner ausgeführt. Rechts setzt sich ein kurzer, einstöckiger Anbau fort. Die Satteldächer sind mit lokalem Schiefer eingedeckt. Die firstständigen Kamine sind giebelständig.
Hervorzuheben ist die Holztäfelung im Gebäudeinnern.